# Nick Benson
Pour les articles homonymes, voir Benson.
Nick Benson est un acteur américain né le 8 juin 1994 à Springfield, Missouri. Il est principalement connu pour son interprétation de Derrick Westerly dans la série Summerland.

## Filmographie
- 2004 - 2005 : Summerland (série tv) : Derrick Westerly
- 2008 : Swingtown (série tv) : Rick Thompson